# Carminibotys
Carminibotys és un gènere d'arnes de la família Crambidae. Conté només una espècie, Carminibotys carminalis, que es troba a Rússia, Xina i Japó.

## Taxonomia
- Carminibotys carminalis carminalis (China)
- Carminibotys carminalis iwawakisana Munroe & Mutuura, 1971 (Japan)